# Nhà thờ chính tòa Đức Mẹ Vô nhiễm Nguyên tội, Chanthaburi

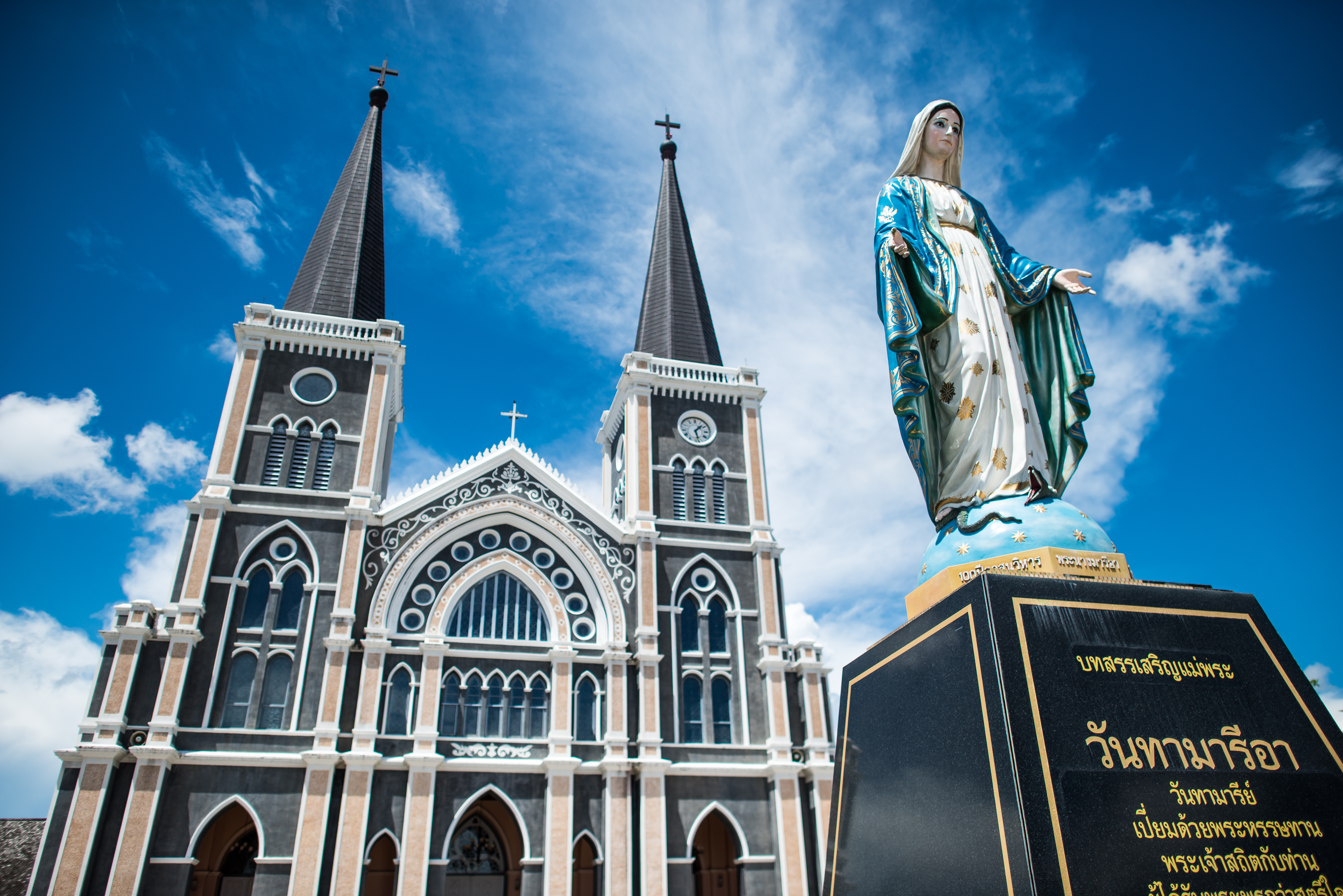
Trước đền Góc đối diện với kênh Chanthaburi (Cộng đồng Chanthaboon)

Nhà thờ chính tòa Đức Mẹ Vô nhiễm Nguyên tội (tiếng Thái: อาสนวิหารพระนางมารีอาปฏิสนธินิรมล) là một nhà thờ chính tòa Công giáo của Giáo phận Chanthaburi và nằm ở thành phố Chanthaburi, ở tỉnh cùng tên, Thái Lan.

## Sự miêu tả

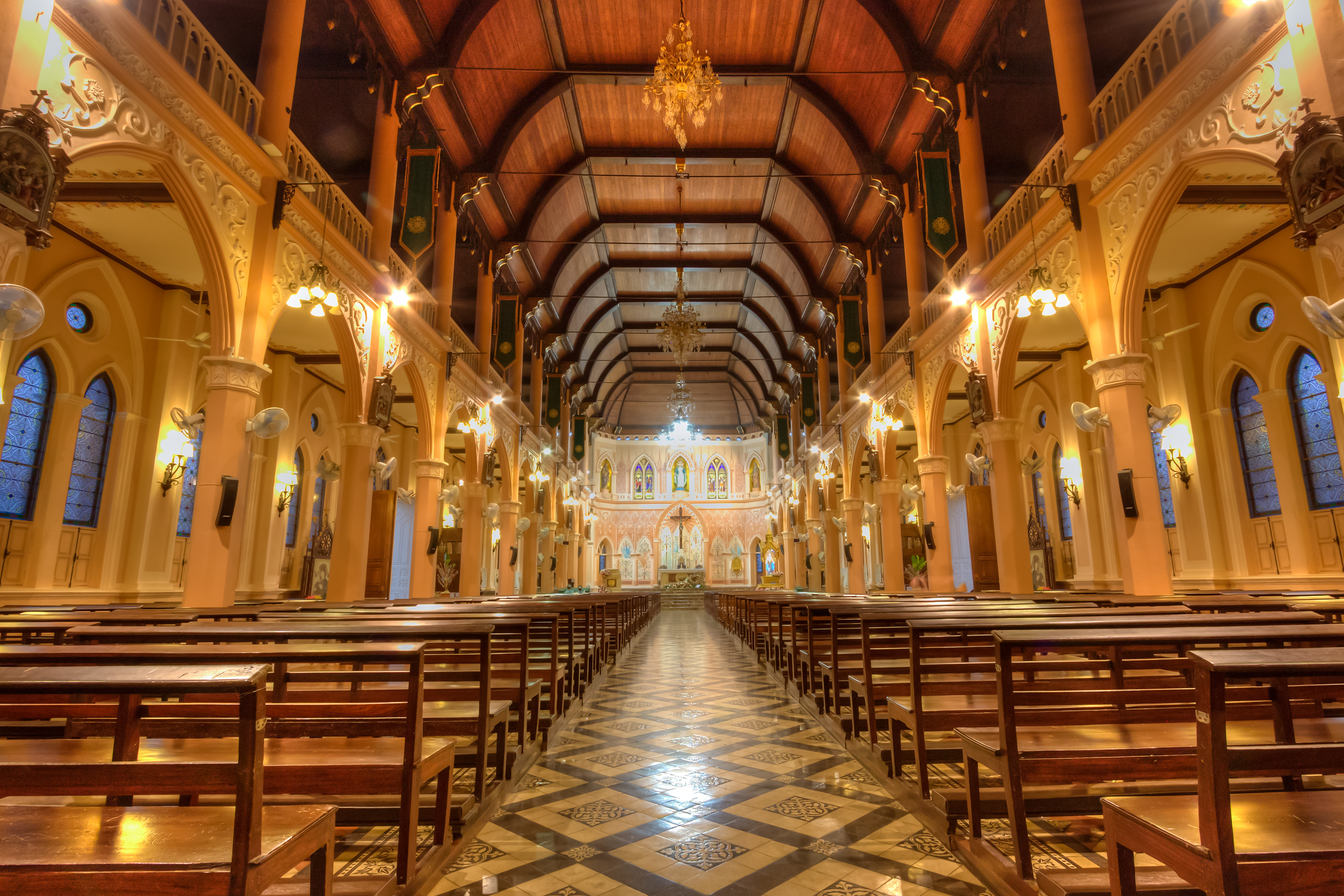
Chế độ xem nội bộ

Nhà thờ có thể được nhìn thấy từ hầu hết các địa điểm trong thành phố, được chính thức khánh thành vào năm 1909 là một trong những nhà thờ Công giáo lớn nhất ở Thái Lan. Nó được xây dựng trên một cấu trúc trước đó hơn 300 năm. Nó được xây dựng theo phong cách kiến trúc Gô-tích trong suốt 10 năm bị Pháp chiếm đóng trên lãnh thổ này mặc dù nó vẫn còn dang dở vào thời điểm đó (1893–1904). Có một bức tượng Đức Trinh Nữ Maria trước Nhà thờ lớn.
Phần trung tâm của bên trong nhà thờ là bức tượng Đức Mẹ. Nó được bao phủ bởi đá quý bán quý do hội chúng địa phương quyên góp - ước tính số lượng đá quý dao động từ 200.000 đến 500.000.
Nhà thờ này đóng vai trò là nhà thờ chính tòa của Giáo phận Công giáo Chanthaburi (nghi lễ Latinh) (Dioecesis Chanthaburiensis, สังฆมณฑล จันทบุรี) được xây dựng vào năm 1965 với Bull "Qui in fastigio" của Giáo hoàng Phaolô VI. Nhà thờ này danh nghĩa dưới sự quản lý về mục vụ của giám mục Silvio Siripong Charatsri.